# Gabbys dockskåp: Filmen
Gabbys dockskåp: Filmen (engelska: Gabby's Dollhouse: The Movie) är en amerikansk delvis animerad äventyrsfilm som har svensk premiär den 24 oktober 2025. Filmen är regisserad av Ryan Crego, efter ett manus skrivet av Crego, Traci Paige Johnson och Jennifer Twomey.

## Handling
Filmen handlar om Gabby och mormor Gigis roadtrip som tar en oväntad vändning när Gabbys prisade dockskåp hamnar hos den excentriska kattdamen Vera. Gabby måste ge sig ut på ett äventyr för att hämta sitt älskade dockhus.

## Rollista (i urval)
- Laila Lockhart Kraner - Gabby
- Gloria Estefan - Gigi
- Kristen Wiig - Vera
- Juliet Donenfeld - Cakey
- Tara Strong - Kitty Fairy